# Моховик зелений
Моховик зелений (Boletus subtomentosus L. ex Fr. Xerocomus subtomentosus (L. ex FY.) Quél.)
Місцеві назви — сухогриб повстистий. З родини болетових — Boletaceae.

## Опис
Шапка 3-10 см у діаметрі, напівсферична, потім опукло-розпростерта, з підгорнутим пізніше опущеним краєм, сірувато- або оливкувато-жовтувато-коричнювата, бурувата, суха, матова, тонкоповстиста; з віком майже гола, іноді в центрі тріщинувата. Шкірка не знімається. Пори жовті, з віком зеленкувато-жовті або коричнюваті, кутасті, з нерівними краями, від дотику у вологу погоду трохи синіють. Спори жовтуваті, 12-14 Х 5-5,5 мкм. Ніжка 5-10(12) Х 1-2(3) см, щільна, жовта, іржаво-коричнювата, гола або зернисто-волокниста, іноді з невиразною темною сіточкою. М'якуш у шапці білий, білуватий, у ніжці жовтуватий, під шкіркою червонуватий, при розрізуванні на повітрі не змінює кольору або іноді на короткий час трохи синіє, з приємним смаком і запахом.

## Поширення
Поширений в Євразії, Північній Америці та Австралії. В Україні поширений всюди. Росте у хвойних і листяних лісах. Збирають у червні — листопаді.

## Використання
Добрий їстівний гриб. Використовують свіжим, про запас сушать.
| Частина гриба | Свіжі гриби | Свіжі гриби   | Склад сухої речовини | Склад сухої речовини | Склад сухої речовини | Склад сухої речовини | Склад сухої речовини | Склад сухої речовини  | Склад сухої речовини |
| Частина гриба | Вода        | Суха речовина | Білки                | Жири                 | Манітол              | Цукор                | Клітковина           | Екстрактивні речовини | Зола                 |
| ------------- | ----------- | ------------- | -------------------- | -------------------- | -------------------- | -------------------- | -------------------- | --------------------- | -------------------- |
| Ніжка         | 89,83       | 10,17         | 35,38                | 2,36                 | 10,94                | 0,48                 | 41,23                | 3,78                  | 5,83                 |
| Шапинка       | 88,32       | 11,68         | 39,85                | 5,82                 | 12,92                | 1,14                 | 28,29                | 3,40                  | 8,58                 |

## Народні назви
Підмошник, під'яєшник, губа козяча, сітник, заячий боровик.